# Cloud Strife
Pour un article plus général, voir Personnages de Final Fantasy VII.
 (novembre 2007).
Si vous disposez d'ouvrages ou d'articles de référence ou si vous connaissez des sites web de qualité traitant du thème abordé ici, merci de compléter l'article en donnant les références utiles à sa vérifiabilité et en les liant à la section « Notes et références ».
 (mars 2014).
- Si vous ne connaissez pas le sujet, laissez ce bandeau (vous pouvez alors contacter les auteurs).
- Si vous supprimez le contenu mis en cause (vous pouvez préalablement contacter les auteurs),

argumentez précisément cette suppression dans la page de discussion
(un manque de référence n'est pas un argument ; une recherche réelle de référence doit avoir été effectuée, être formellement documentée).
Cloud Strife (クラウド・ストライフ, Kuraudo Sutoraifu, ou bien Clad Strife dans sa première version française), est le héros du jeu vidéo Final Fantasy VII et du film Final Fantasy VII Advent Children.
Il est caractérisé par une coupe de cheveux blonds en piques, des habits sombres et une imposante épée broyeuse, qui appartenait auparavant à son ami Zack Fair, qui a été léguée par Angeal Hewley son mentor .
Personnage au passé trouble, Cloud apparait d'abord comme lointain et distant, voire froid et sans émotion, mais sa personnalité s'étoffe au fur et à mesure de l'histoire. Il est présenté comme un ex-membre du corps d'élite SOLDAT de la société Shinra, devenu mercenaire. Et c'est en tant que tel qu'il accepte, au début de l'histoire, un travail au sein du groupe AVALANCHE, mené par Barret Wallace et Tifa Lockheart, et luttant contre son ancienne compagnie.

## Description du personnage

### Psychologie, aspect central du personnage
Les terribles troubles de la personnalité de Cloud et la redécouverte progressive de son passé enfoui sont deux des moteurs du jeu Final Fantasy VII. S'il semble d'emblée peu concerné par la cause maîtresse d'AVALANCHE, Cloud est cependant motivé par la haine qu'il éprouve envers une ombre qui surgit alors de son passé : le légendaire Séphiroth, ancien fleuron du SOLDAT mystérieusement disparu près de cinq ans auparavant au cours d'un incident à Nibelheim.
C'est depuis cet incident que Cloud a développé un dédoublement de la personnalité, à cause de l'effet combiné de l'exposition au MAKO durant sa convalescence au côté de Zack Fair d'une part, et de l'influence des cellules de Jenova injectées par le professeur Hojo d'autre part. Ces expériences et la puissance des cellules de Jénova ont perturbé la psyché de Cloud, qui s'est construit un passé fictif mêlant ses propres souvenirs et ceux de Zack. Ses deux personnalités communiquent à plusieurs reprises dans un dialogue intérieur, jusqu'à ce que Cloud prenne conscience que le passé qu'il s'est construit est rempli d'incohérences.

### Création
Selon Tetsuya Nomura, la première version du personnage possédait des cheveux noirs gominés et peignés en arrière, sans pointes, pour contraster avec ceux de Séphiroth, longs, argentés et flottants. Pour accentuer le rôle de leader de Cloud, Nomura l'a finalement gratifié d'une extravagante coiffure blonde, en piques, caractéristique des mangas.

## Biographie

### Un passé compliqué
Dans son enfance, Cloud est un petit garçon faible et introverti. Il passe son enfance dans la même bourgade que son amie Tifa, à Nibelheim, et n'est élevé que par sa mère (il perd son père très tôt). Contrairement à Tifa, très populaire dans son village, il est le bouc émissaire des habitants qui n'hésitent pas à lui faire endosser la responsabilité de divers incidents et à lui faire subir des brimades. Par esprit de revanche et pour susciter l'admiration de son amie, il décide à quatorze ans de s'engager dans le prestigieux corps d'élite de la Shinra, le SOLDAT, dont le Grand Séphiroth – son modèle – est alors officier en chef, et quitte sa ville natale pour la mégapole Midgar. Mais bien qu'irradié au Mako comme les autres aspirants, il échoue et doit se contenter d'un poste de simple garde. Il se lie d'amitié pendant son service avec Zack Fair, un membre du SOLDAT promu Première Classe peu de temps auparavant, leurs origines modestes les rapprochant.
Un jour, il accompagne Séphiroth et Zack lors d'une mission de routine à Nibelheim. Honteux de sa condition de simple garde, il garde son casque devant Tifa afin qu'elle ne le reconnaisse pas. Lors des investigations de Zack et Séphiroth dans le réacteur Mako de la ville, le soldat légendaire découvre qu'il est le fruit de manipulations génétiques, sombre dans une folie meurtrière et déclenche un incendie qui ravage la ville natale de Cloud – causant la mort de sa mère. Furieux, Cloud court à la poursuite de Séphiroth, déjà pourchassé par Zack et Tifa vers le réacteur Mako. Là, Séphiroth ouvre la porte de la salle renfermant Jénova, l'entité extra-terrestre qui a permis la naissance de Séphiroth. Tifa, puis Zack tentent de tuer Séphiroth, mais échouent et sont grièvement blessés. Cloud tente alors sa chance en s'emparant de l'épée de Zack pour la planter dans le dos de Séphiroth. Celui-ci survit et transperce à son tour Cloud de son sabre dans l'épaule, mais le simple garde résiste et parvient à précipiter Séphiroth dans les profondeurs du réacteur avant de perdre à son tour connaissance.
Capturé par le scientifique Hojo, Cloud passera les cinq années suivantes détenu dans un compartiment à Mako, tout comme Zack, dans les sous-sols cachés du manoir ShinRa où il subit différentes expériences. Quand Zack parvient à se libérer puis à sortir son ami, Cloud est intoxiqué à la Mako et plongé dans un état léthargique. Ceci ne décourage pas Zack qui décide de l'emmener avec lui à Midgar afin de devenir mercenaire. Cependant, sur les collines qui surplombent la mégalopole, Zack est abattu par les forces de la ShinRa et les Turks qui les pourchassaient. Avant de rendre l'âme, Zack confie son épée à Cloud, faisant de lui son « héritage vivant », de même que Zack fut celui de son mentor, Angeal Hewley. L'esprit encore perturbé par la Mako, Cloud assimile certains souvenirs de son ami et les fait siens.

### Un héros à l'identité incertaine
Cloud, désormais convaincu d'être un ancien membre du SOLDAT devenu mercenaire, rejoint AVALANCHE, un groupe terroriste anti-ShinRa mené par Barret Wallace et Tifa. Le groupe se retrouve rapidement impliqué dans la bataille contre Séphiroth, de retour malgré sa mort survenue cinq ans auparavant. Cloud part donc à sa poursuite à travers le monde, et finit par découvrir les véritables intentions de Séphiroth : invoquer le Météore, un astéroïde géant capable de détruire la planète, afin de fusionner avec elle par la Rivière de la Vie (la force vitale de la planète) et d'en prendre le contrôle avec Jénova.
Cloud décide donc de s'emparer de la Matéria noire, élément nécessaire à l'appel du Météore, avant Séphiroth, mais échoue. Après la mort d'Aeris, qui avait tenté de faire appel à la magie du Sacre en utilisant la Matéria blanche, Cloud entraine le groupe vers le Cratère Nord, lieu chargé en Mako où l'esprit de Séphiroth le confronte à la réalité : il n'a jamais fait partie du SOLDAT. Sombrant alors dans la folie, Cloud donne la Matéria noire au vrai Séphiroth avant de disparaitre dans la Rivière de la Vie.
Il est retrouvé plusieurs semaines après par Tifa au village de Mideel, empoisonné au Mako. Quand l'Arme Ultime attaque le village, elle provoque une réaction de la Rivière de la Vie et Cloud plonge en elle avec Tifa ; là, avec l'aide de son amie d'enfance, Cloud rassemble ses véritables souvenirs en les dissociant de ceux de Zack, puis rejoint le groupe de combattants qu'il a constitué. Ensemble, ils mettent fin au règne de la ShinRa en tuant les derniers membres dirigeants à Midgar, puis partent dans le Cratère Nord pour éliminer Séphiroth et Jénova.

### Une part de mystère
En dépit d'un développement étoffé, Cloud reste un personnage assez mystérieux à certains égards. À plusieurs moments de l'histoire, dans les situations extrêmes, il manifeste des capacités troublantes. Ainsi durant l'enfance, il chute avec Tifa du haut d'une falaise et alors que cette dernière sombre dans le coma, Cloud s'en sort miraculeusement avec une simple égratignure. Plus tard, dans le réacteur de Nibelheim, Séphiroth le transperce de son épée ; non seulement il reste conscient mais il parvient même à retourner la situation et à précipiter son adversaire vers l'abîme, et cela malgré l'extraordinaire différence de niveau existant alors entre eux. Le scénario ne fournit jamais d’explications, mais Hojo le savant fou de la Shinra a fait des expériences scientifiques sur Cloud et son ami Zack . Zack après 5 ans s'en libère, mais Cloud, intoxiqué, ne va faire qu'écouter ; plus tard, son ami Zack meurt et Cloud, perturbé par la Mako, perd la mémoire et va avoir un comportement totalement différent à celui connu. 

### Le dernier combat
Deux ans après le combat final contre Séphiroth, Cloud s'est reconverti comme livreur, ses services étant gérés par Tifa depuis la ville d'Edge, construite près des ruines de Midgar. Il cache à son amie qu'il est atteint, comme beaucoup de personnes, des géostigmates, une marque noire provoquée par l'esprit de Jénova qui tente de survivre dans la Rivière de la Vie. Cloud accepte un mystérieux rendez-vous dans une maison isolée et y retrouve Rufus accompagné de Reno et Rude ; ceux-ci souhaitent louer les services de mercenaire de Cloud contre le gang de Kadaj, Yazoo et Loz, trois jeunes hommes possédés et persuadés d'être les réincarnations de Séphiroth. Cloud refuse, jusqu'à ce que les enfants orphelins dont il s'occupait soient enlevés et Tifa blessée.
Cloud les retrouve dans la Forêt oubliée et les défie mais l'affrontement tourne à l'avantage du gang. Cloud est finalement sauvé par Vincent Valentine, qui souhaite l'aider. Le gang réapparait sur la place d'Edge et exige que les derniers restes de Jénova, que Rufus garde précieusement, leur soient remis ou la ville sera détruite par le Bahamut. Les anciens Turks et l'équipe de Cloud s'allient contre le dragon et le détruisent avant que Cloud ne parte à la poursuite de Kadaj. Quand ils se retrouvent, Kadaj utilise Jénova pour devenir la réincarnation de Séphiroth, marquant les retrouvailles entre les deux ennemis. Après un duel à l'épée, Cloud parvient à vaincre Séphiroth grâce à une nouvelle version de l'Omnislash. Mais quand Kadaj, libéré, se meurt, Yazoo et Loz tirent sur Cloud. Il arrive donc dans la Rivière de la Vie, où Aeris et Zack le ramènent dans le monde des vivants. Il reprend conscience dans l'église des Taudis, où tous ses compagnons d'armes et les orphelins guéris des géostigmates l'attendent. Cloud est lui aussi guéri, et peut maintenant vivre en paix avec lui-même.

## Autres apparitions
On retrouve ce personnage dans Ehrgeiz (PlayStation), Final Fantasy Tactics (PlayStation), Final Fantasy Tactics: War of the Lions (PSP), Kingdom Hearts (PlayStation 2), Kingdom Hearts 2 (PlayStation 2), Kingdom Hearts: Chain of Memories (GBA), Kingdom Hearts 2: Final Mix+ (PlayStation 2), Kingdom Hearts Re: Chain of Memories (PlayStation 2), Itadaki Street (PlayStation 2) et en tant que personnage caché dans Chocobo Racing (PlayStation).
On le retrouve dans le film Final Fantasy VII Advent Children en tant que héros principal, ainsi que comme personnage secondaire dans l'animé Last Order: Final Fantasy VII aux côtés de Zack Fair.
On le retrouve aussi dans Crisis Core: Final Fantasy VII (PSP), dans Dirge of Cerberus: Final Fantasy VII (PS2) et dans Dissidia: Final Fantasy (PSP). Il apparaît également en tant que contenu téléchargeable dans Super Smash Bros. for Nintendo 3DS / for Wii U. Enfin, il est jouable dans Super Smash Bros. Ultimate.

## Doublage
- En japonais, Cloud a été doublé par Nozomu Sasaki dans Ehrgeiz puis par Takahiro Sakurai dans le reste de ses apparitions (Kingdom Hearts, Kingdom Hearts 2, Advent Children, Last Order, et Dirge of Cerberus) ;

- La voix anglaise de Cloud est celle de Steve Burton ; on l'entend dans Kingdom Hearts, Kingdom Hearts 2, Advent Children, et Dirge of Cerberus (Last Order n'a pas été doublé en anglais) quant à Cody Christian il le doublera dans Final Fantasy VII Remake ;

- La voix française de Cloud est celle de Tanguy Goasdoué ; on l'entend dans Kingdom Hearts, Kingdom Hearts 2, Advent Children, et Final Fantasy VII Remake